# Тураєв Борис Олександрович
Бори́с Олекса́ндрович Тура́єв (рос. Борис Александрович Тураев; 24 червня 1868, Новогрудок — 23 червня 1920, Петроград) — російський історик, засновник вітчизняної школи історії Стародавнього Сходу, зокрема, Стародавнього Єгипту і Нубії.
Разом з Володимиром Голєнищевим вважається основоположником єгиптології в Росії. Академік Російської академії наук у Петрограді з 1918 року. Автор понад 150 праць, присвячених проблемам історії, історії релігії і церкви, археології, мистецтва, філології, джерелознавства і історіографії.

## Біографія
Середню освіту Тураєв здобув в I гімназії міста Вільно. По закінченні історико-філологічного факультету Петербурзького імператорського університету (1891), де відвідував лекції з історії Стародавнього Сходу Оскара Лемма, під час зарубіжного відрядження займався у Адольфа Ермана, Еберхарда Шрадера і Гастона Масперо, вів наукову роботу в музеях Берліна, Парижа, Лондона і ряду міст Італії. Перша його дисертація була присвячена давньоєгипетському богу письма і мудрості Тоту («Бог Тот» (1898)), а друга — агіологічним джерелам історії Ефіопії. З 1896 року приват-доцент, з 1904 — екстраординарний, з 1911 ординарний професор Петербурзького університету. З 1896 року Тураєв читав там лекції з давньосхідної історії і викладав давньоєгипетську мову. З 1912 року хранитель зібрання єгипетських стародавностей Музею образотворчого мистецтва в Москві.
Головна праця — «Історія Стародавнього Сходу» (1911, 2 томи; перевидання 1913, 1916, 1924, 1935, 2004), яка принесла вченому європейське визнання (на рівні його сучасника Джеймса Брестеда) і до нашого часу вважається одним із найкращих досліджень з теми. Книга вперше висвітлювала загальний хід історії на території «від Кавказького хребта і Середньої Азії до Перської затоки, Південної Аравії, країни африканських озер, від кордону Ірану та Індії до Геркулесівських стовпів» і з часу виникнення перших цивілізацій до епохи македонського і римського завоювання. У своїй праці Тураєв приділяв багато уваги політичним і культурно-релігійним аспектам стародавньої історії, висвітлював економічні і географічні фактори. Поділяючи позицію Едуарда Меєра і Масперо, Тураєв високо оцінював досягнення єгипетської цивілізації на противагу берлінській школі панвавилонізму.
Його перу належать також книга «Єгипетська література» (1920) (на жаль, другий том з перекладами текстів не був надрукований) і нарис «Стародавній Єгипет» (1920). Тураєв першим в Росії почав систематичне вивчення і публікацію давньоєгипетських пам'ятників, переважно із вітчизняних музейних колекцій.
Був вихованцем ряду сходознавців, зокрема, Василя Струве, засновника визнаного в радянській марксистській історіографії «п'ятичленного» формаційного методу.
Окрім єгиптології, займався історією Нубії і Аксума, середньовічної Ефіопії і Ефіопської православної церкви, а також семітологією, ассирологією, шумерологією, коптологією, хеттологією і урартоведенням. Тураєва в силу широти його аналізу і глибини енциклопедичних знань часто порівнювали з його сучасником Брестедом. Тураєв зібрав колекцію єгипетських стародавностей, яка зараз зберігається в Ермітажі.